# Pristimantis acuminatus
Pristimantis acuminatus é uma espécie de anfíbio da família Craugastoridae. Pode ser encontrada no Brasil, Colômbia, Equador e Peru e em altitudes entre 100 e 900 metros.
Os seus habitats naturais são: florestas subtropicais ou tropicais húmidas de baixa altitude, terras aráveis, jardins rurais e florestas secundárias altamente degradadas. É encontrada tanto no solo, quando este está seco, ou em copas e grandes folhas de árvores, quando a floresta está inundada. São noturnos, e vistos comumente em folhas de árvores. Durante o dia é encontrada dentro de bromélias ou debaixo de folhas de arbustos e árvores. Se alimenta de formigas e cupins. Possui desenvolvimento direto e pode ser encontrada em áreas agrícolas.